# Kanton Meyzieu
Meyzieu is een voormalig kanton van het Franse departement Rhône. Het kanton maakte deel uit van het arrondissement Lyon.
Op 1 januari 2015 splitste de Métropole de Lyon zich van het departement Rhône, waarbij het kanton Meyzieu werd opgeheven. De gemeenten Jonage en Meyzieu gingen over op de Métropole de Lyon en de andere vijf gemeenten gingen over op het kanton Genas, in het arrondissement Vilefranche-sur-Saône.

## Gemeenten
Het kanton Meyzieu omvatte de volgende gemeenten:
- Colombier-Saugnieu
- Jonage
- Jons
- Meyzieu (hoofdplaats)
- Pusignan
- Saint-Bonnet-de-Mure
- Saint-Laurent-de-Mure